# Pride of America
La Pride of America è una nave da crociera della compagnia Norwegian Cruise Line ed è attualmente l'unica al mondo a battere bandiera statunitense (senza considerare quelle per crociere fluviali o di spedizione).

## Storia e servizio
La nave venne ordinata nel 1998 da American Classic Voyages, società che intendeva far rivivere il marchio United States Lines (noto principalmente per rotte transatlantiche di lusso fino agli anni '50), proponendo crociere nelle Hawaii su navi interamente costruite e registrate negli USA.
I lavori iniziarono nel 2000 presso i cantieri Ingalls di Pascagoula, in Mississippi, ma si bloccarono l'anno dopo a causa del fallimento della compagnia di navigazione. Lo scafo, quasi completato, venne acquistato dalla Norwegian Cruise Line, che lo rimorchiò fino ai Loyd Werft di Bremerhaven in Germania per ultimare la costruzione. La nave venne consegnata nel giugno 2005 e battezzata a New York dall'allora Segretario del lavoro degli Stati Uniti d'America Elaine Chao.
La Pride of America da allora svolge principalmente crociere nelle Hawaii per NCL America, filiale di Norwegian Cruise Line. Le rotte interne da isola a isola rappresentano quasi un unicum nel mercato crocieristico proprio perché la nave possiede bandiera statunitense. Secondo il Passenger Vessel Services Act del 1886, infatti, le imbarcazioni straniere non possono trasportare passeggeri tra i porti statunitensi (a meno che essa non effettui almeno uno scalo in un porto straniero). D'altro canto, però, la nave non esce mai dalle acque territoriali e non ha un casinò al suo interno).